# Müsersiedlung

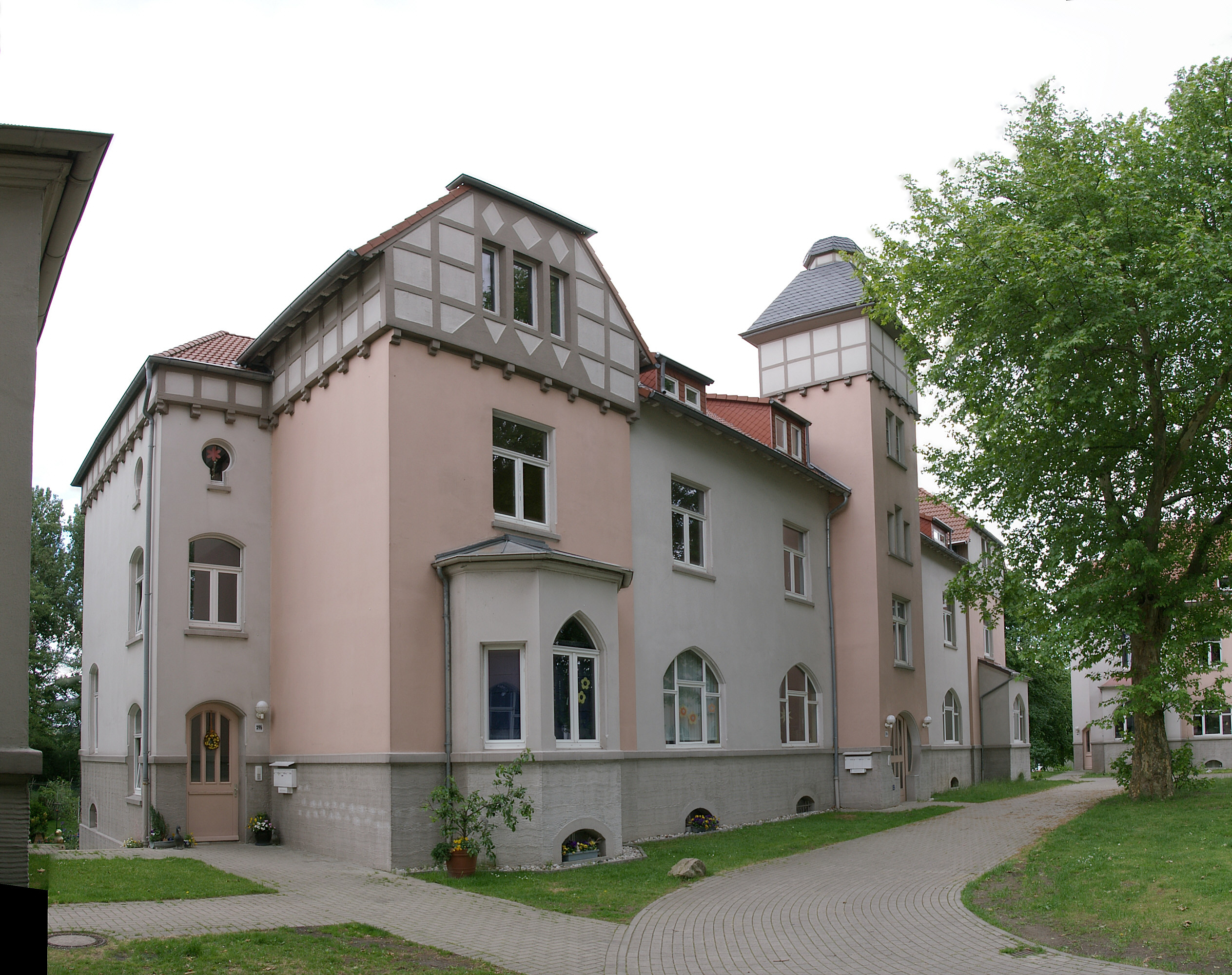
Bergbeamtenwohnungen im sog. „Kloster“

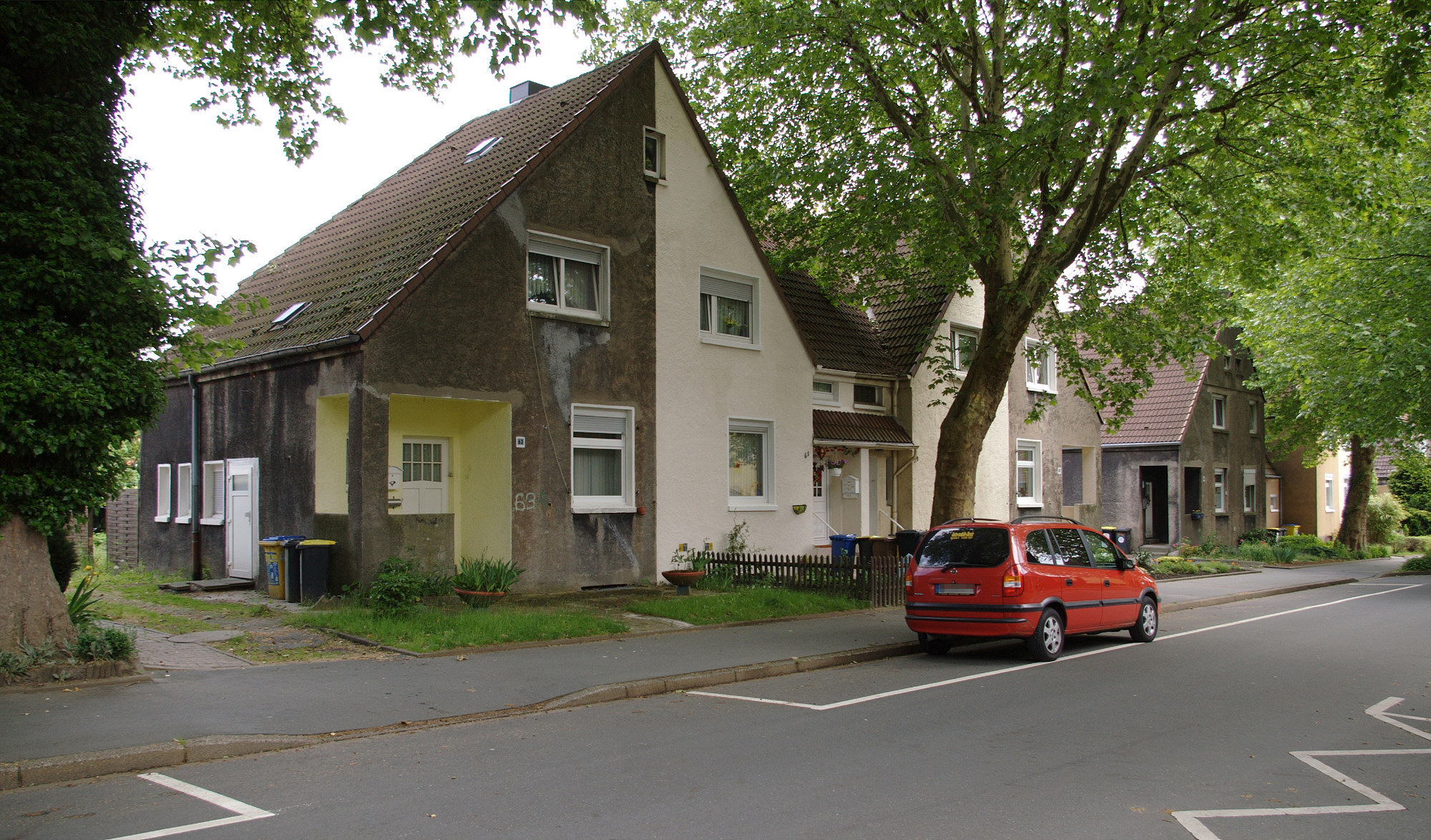
Ältere Bebauung in der Müserstraße

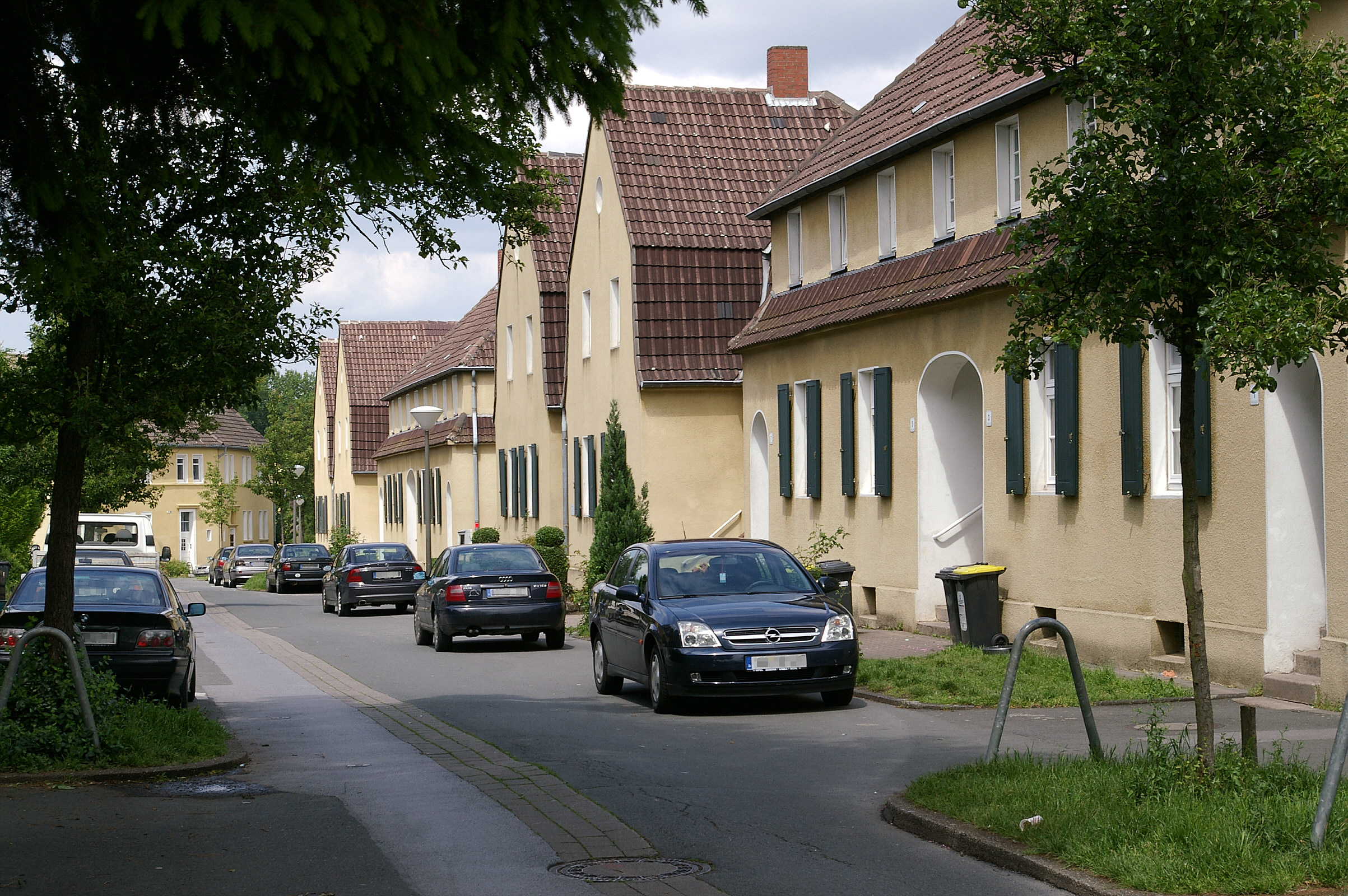
Jüngere ehemalige Bergarbeiterwohnungen in der Bogenstraße

Die Müsersiedlung ist eine Zechenkolonie im Dortmunder Ortsteil Derne.
Die Siedlung wurde für die Beschäftigten der Zeche Gneisenau ab 1903 errichtet. Benannt wurde die Bergarbeiterkolonie nach dem Geheimrat Robert Müser von der Harpener Bergbau AG.
Zunächst wurden Wohnhäuser für die Bergbaubeamten und Steiger im Stile einer Gartenstadt an der Altenderner Straße errichtet. Die Wohnbebauung für die einfachen Bergarbeiter erfolgte anschließend in einem Zeitraum von etwa 30 Jahren. Durch diesen langen Zeitraum sind in der Müsersiedlung verschiedene Konzepte des Arbeiterwohnungsbaus verwirklicht worden. Während die älteren Gebäude relativ großzügig geschnittene Grundstücke und Wohnungen aufweisen, zeigen die jüngeren Bauabschnitte eine verdichtete Bauweise.
Die Müsersiedlung ist Teil der Route der Industriekultur. Einige Gebäude sind als Baudenkmal in die Denkmalliste der Stadt Dortmund eingetragen.